# Teorema di Bolyai-Gerwien
In geometria, il teorema di Bolyai-Gerwien - anche conosciuto come il teorema di Wallace-Bolyai-Gerwien, - afferma che
Due poligoni aventi la stessa area sono equiscomponibili, ossia possono essere suddivisi in un numero finito di parti a due a due congruenti.

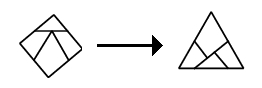
Dissezione di un quadrato in un triangolo equilatero di area uguale

In altre parole un qualunque poligono può essere diviso in un numero finito di pezzi in modo da formare un altro poligono di uguale area. La ricomposizione nella nuova figura equivalente al poligono di partenza deve avvenire per traslazione e per rotazione di ogni pezzo poligonale ottenuto. Un esempio è mostrato in figura.

## Storia
Farkas Bolyai ha per primo formulato la domanda. Gerwien ha dimostrato il teorema nel 1833, ma in realtà William Wallace aveva dimostrato lo stesso risultato già nel 1807.
Secondo altre fonti, Bolyai e Gerwien avevano indipendentemente dimostrato il teorema nel 1833 e 1835.

## Generalizzazioni
Il terzo problema di Hilbert riguarda la generalizzazione del teorema in dimensione 3: due solidi di uguale volume possono essere decomposti in solidi più piccoli congruenti a coppie? La risposta in dimensione 3 è negativa, come dimostrato da Max Dehn all'inizio del XX secolo.